# Gopshus
Gopshus is een plaats in de gemeente Mora in het landschap Dalarna en de provincie Dalarnas län in Zweden. De plaats heeft 55 inwoners (2005) en een oppervlakte van 67 hectare. De plaats ligt aan de rivier de Österdalälven. Direct ten zuidoosten van de plaats ligt de berg/heuvel Gopsberget hier zijn skimogelijkheden.